# Tina Campt
Tina Campt est professeure en sciences humaines et en culture et médias contemporains à l'université Brown. Campt a précédemment occupé les postes de directrice du Barnard Center for Research on Women et professeure en études africaines et en études des femmes au Barnard College, à l'université Duke ainsi qu'à l'université de Californie à Santa Cruz. 
Elle est l'autrice de trois livres : Other Germans: Black Germans and the Politics of Race, Gender and Memory in the Third Reich, Image Matters: Archive Photography and the African Diaspora in Europe, et Listening to Images.

## Etudes et carrière
Tina Campt a fait ses études au Vassar College et a obtenu un BA en 1986. Elle a ensuite étudié à l'université Cornell où elle a obtenu sa maîtrise en 1990 et son doctorat en 1996.
Campt s'est fait connaître pour son approche de l'histoire des Afro-Allemands qui offre une perspective postcoloniale, féministe et diasporique en alliant les méthodologies de l'histoire orale et de l'ethnographie. Dans son livre Other Germans par exemple, elle utilise les témoignages oraux de deux Allemands noirs sous le Troisième Reich, Hans Hauck et Fasia Jansen, ce qui fut considéré comme une contribution significative aux études germaniques ainsi qu'aux études sur la Shoah.
Dans Image Matters (2012), Tina Campt étudie l'identité de la diaspora africaine à travers la photographie en se concentrant spécifiquement sur les familles noires en Allemagne et en Angleterre du début au milieu du XXe siècle. Elle réévalue les photographies du quotidien et les portraits de famille en mettant un accent particulier sur la famille, le genre et la sexualité. S'appuyant sur les études postcoloniales et de l'identité, elle expose leus relations étroites avec la photographie.

## Ouvrages
- Other Germans: Black Germans and the Politics of Race, Gender and Memory in the Third Reich. Publié à l'origine en 2004, Other Germans traite du sujet de la marginalisation des Allemands noirs. Selon Campt, les Allemands noirs ont été largement oubliés pendant le Troisième Reich. Dans son livre, elle examine les expériences de ces individus. Elle se concentre fortement sur la race, tout en analysant les relations intersectionnelles entre le fait d'être noir et allemand[5].
- Image Matters: Archive, Photography, and The African Diaspora in Europe. Publié en mars 2012, Image Matters suit l'apparition des Noirs européens à travers des archives de photographies de famille trouvées au milieu du XXe siècle. Campt y examine des instantanés et les portraits en studio comme un moyen d'explorer comment les communautés afro-allemandes ont été à la fois dispersées, exclues et assimilées à la société.
- Listening to Images, la dernière publication 2017 de Tina Campt utilise des archives historiques pour retrouver des photographies précédemment ignorées prises dans toute la diaspora noire. Campt interagit avec les photographies par le son et les autres sens en regardant au-delà des caractéristiques habituelles d'une photographie[6].

## Œuvres, critiques et autres
- Diasporic Hegemonies: Feminists Theorizing the African Diaspora, édité avec Deborah Thomas, Feminist Review (2008)[7]
- « Black Folks Here and There: Diasporic Specificity and Relationality in Jacqueline Nassy Brown's Dropping Anchor, Setting Sail », Antipode: A Radical Journal of Geography, vol.39 no.2 (mars 2007)[8]
- « Diasporic Hegemonies - Slavery, Memory, andealogies of Diaspora: A Dialogue with Jacqueline Nassy Brown and Bayo Holsey », Transforming Anthropology, vol.1 no.2 (octobre 2006), pp. 163–177[9]
- « Capturing the Black German Subject: Race, Photography, Archive », dans Black Germany: New Perspectives on Afro-German History, Politics and Culture, édité par Sarah Lennox et Tobias Nagl (soumis en 2006)[10]
- «Soyez vraiment noir pour moi» - Diaspora, différence et une politique d'imagination », dans Crossovers: Afro-américains en Allemagne, édité par Maria Diedrich, Larry Greene et Juergen Heinrichs (soumis en 2006)[11]